# Wegscheid
Wegscheid là một đô thị ở huyện Passau bang Bayern thuộc nước Đức.